# Bítovčice
Bítovčice (německy Ober Bitowschitz) jsou obec, která se nachází v okrese Jihlava v kraji Vysočina. Žije zde 410 obyvatel.

## Název
Název se vyvíjel od varianty Byetobczicz (1360), Bytowczicz (1557), Bitowczicze (1585), Bitovcžicz (1592), Bitowcžitz (1678), Bittowžitz (1718), Unter Bitowizitz a Ober Bitowititz (1720), Bitweschitz (1751), Bittowtschitz a Bitowčice (1846), Unter a Ober Bittowtschitz a Dolní a Horní Bitovčice (1872), Unter - Ober Bitowtschitz Dolní - Horní Bytovčice (1893) ke konečné podobě Bítovčice (1924). Sídlo v roce 1360 rovněž neslo název Ulička (Vliczka) a od roku 1720 se dělilo na horní a dolní. Místní jméno bylo vytvořeno přípona -ice ke jménu Bítovec (tj. příslušník rodu Bítova). Jméno Bítovčice je rodu ženského, čísla pomnožného (genitiv Bítovčic).

## Historie
Původně existovaly dvoje Bítovčice (Horní a Dolní), které odděloval říční brod a každá patřila jinému majiteli. O sídle na pravém břehu se objevuje první zmínka v roce 1360 v podobě Byetobczicz. Vesnici se tehdy rovněž říkalo Ulička (Vliczka). Osada náležela k rokštejnskému panství, farou spadala ke Střížovu. Zmínka o prvním obyvateli vsi pochází z roku 1365, kdy tu žil Vojslav z Bítovčic. Koncem 14. století území získali Valdštejnové a centrem se stala Brtnice. Podle brtnického urbáře Buriána z Valdštejna z roku 1533 zde stál velký, avšak zpustlý Žilkovský statek. První zmínka o Horních Bítovčicích pochází z roku 1560, kdy majitel třebíčského panství Burián Osovský z Doubravice prodal Janu Zahrádeckému ze Zahrádek vsi Luka, Předboř, Otín, Kozlov, Vysoké Studnice, Rychýřku, Svatoslav a Horní Bítovčice. Syn Jana Zahrádeckého Arnošt majetek v roce 1584 prodal Matouši Grýnovi ze Štyrcenperka. Podle brněnských zemských desk v Dolních Bítovčicích v roce 1584 fungoval mlýn zvaný Mahovský a stál zde stále pustý Žilkovský dvůr. V téže listině stojí, že tehdejší moravský hejtman a majitel panství Hynek Brtnický z Valdštejna z lásky své ženě Kateřině Zajímačce z Kunštátu předal do užívání Dolní Bítovčice, Střížov a Přímělkov. Grýnům byl majetek včetně Horních Bítovčic po Bílé hoře zkonfiskován, 29. května 1629 loucké panství získal Vít Jindřich hrabě Thurn, který majetek odkázal své dceři Blance Polyxeně, která se provdala za Rombalda hraběte Collalta. Po bitvě na Bílé hoře bylo panství včetně Dolních Bítovčic Valdštejnům zkonfiskováno. 2. dubna 1623 celé panství koupil císařský generál Rombald hrabě Collalto et San Salvatore za 110 000 zlatých. Obě Bítovčice měly po jedno století stejného majitele. Rod Collaltů držel majetek až do roku 1848.
V roce 1711 loucké panství koupil Jan Kryštof Žákovský z Dobřic. V lánových rejstřících roku 1679 zde bylo 18 usedlých (7 starousedlíků a 2 nově usedlí) a 9 poustek. Podle tereziánského katastru z poloviny 18. století v Horních Bítovčicích žilo 12 sedláků a 8 chalupníků, kteří obhospodařovali 657 měřic orné půdy, v Dolních Bítovčicích se nacházelo 170 měřic. Roku 1794 žilo v Horních Bítovčicích ve 43 domech 54 rodin (269 obyvatel) a v Dolních stálo 8 domů, které obývalo 8 rodin (51 obyvatel). V roce 1835 nechala obec postavit novou budovu školy, na níž roku 1905 přibylo ještě jedno patro.
Roku 1850 se Bítovčice staly osadou Luk nad Jihlavou, od nichž se odtrhly roku 1872. Roku 1871 byla u obce postavena železniční trať. Napravo od Bítovčic stojí silnice z Luk do Kamenice, která byla postavena v roce 1895. Příslušely k soudnímu okresu Jihlava. Dne 8. dubna 1909 Václav Čermák na poli vykopal džbánek s 1216 mincemi (převážně pražské groše Václava IV.). Další soubor o 312 mincích tolarové měny různých států Evropy byl nalezen o rok později. V roce 1915 byla dokončena stavba kaple svatého Víta. 19. října 1930 v obci vypukl požár. Roku 1931 tu byl založen Sbor dobrovolných hasičů.
V roce 1948 tu vznikla mateřská škola. Od roku 1949 spadaly ke správnímu okresu Jihlava. 17. května 1958 za domem čp. 43 byla nalezena krabička s 59 pražskými groši Jiřího z Poděbrad. Na jaře 1963 byla dokončena stavba kulturního domu a v roce 1974 nechala obec postavit fotbalové hřiště pod vodárnou. Od 1. ledna 1989 do 31. prosince 1991 se vesnice stala místní částí Luk nad Jihlavou, od 1. ledna 1992 je obec opět samostatná. Roku 1993 byla místní škola pro nedostatek žáků uzavřena a roku 1999 byla budova přestavěna na byty.V roce 1996 začala plynofikace. V roce 2006 bylo otevřeno univerzální hřiště s umělým povrchem.

## Přírodní poměry
Bítovčice leží v okrese Jihlava v Kraji Vysočina. Nachází se 4 km jižně od Vysokých Studnic, 5 km západně od Kamenice, 3 km severozápadně od Vržanova a 3 km východně od Luk nad Jihlavou.Geomorfologicky je oblast součástí Česko-moravské subprovincie, konkrétně Křižanovské vrchoviny a jejího podcelku Brtnická vrchovina, v jejíž rámci spadá pod geomorfologické okrsky Zašovický hřbet a Řehořovská pahorkatina. Průměrná nadmořská výška činí 458 metrů. Nejvyšší bod, Pahorek (607 m n. m.), leží na severní hranici katastru obce. Obcí protéká řeka Jihlava, do které se jižně od obce vlévá řeka Kamenička a přímo v Bítovčicích Křenický potok, na němž leží rybník Bítovčice.

## Obyvatelstvo
Podle sčítání 1930 zde žilo v 97 domech 544 obyvatel. 540 obyvatel se hlásilo k československé národnosti. Žilo zde 455 římských katolíků, 28 evangelíků a 55 příslušníků Církve československé husitské.
| Rok            | 1869 | 1880 | 1890 | 1900 | 1910 | 1921 | 1930 | 1950 | 1961 | 1970 | 1980 | 1991 | 2001 | 2011 |
| Počet obyvatel | 485  | 439  | 459  | 465  | 536  | 551  | 544  | 511  | 500  | 476  | 430  | 407  | 399  | 432  |

## Obecní správa a politika

### Místní části, členství ve sdruženích
Obec má svá dvě katastrální území (pojmenována „Dolní Bítovčice“ a „Horní Bítovčice“) a tři základní sídelní jednotky, které jsou pojmenovány „Dolní Bítovčice“, „Horní Bítovčice“ a „Rozseč“ (to leží na katastrálním území Horní Bítovčice).
Bítovčice jsou členem Svazek obcí mikroregionu Loucko a místní akční skupiny LEADER - Loucko.

### Zastupitelstvo a starosta
Obec má sedmičlenné zastupitelstvo, v jehož čele stojí starostka Eva Bendová, která funkci vykonává od roku 2006.
| Období    | Voliči | Účast v % | Mandáty | Výsledky                         | Starosta    |
| --------- | ------ | --------- | ------- | -------------------------------- | ----------- |
| 2006–2010 | 333    | 60,36     | 7       | 5 Sdruž.nezáv. 2 KDU-ČSL         | Eva Bendová |
| 2010–2014 | 348    | 60,34     | 7       | 6 Sdružení nezávislých 1 KDU-ČSL | Eva Bendová |
| 2014–2018 | 359    | 59,05     | 7       | 5 Sdružení nezávislých 2 KDU-ČSL | Eva Bendová |

### Znak a vlajka
Právo užívat znak a vlajku bylo obci uděleno rozhodnutím Poslanecké sněmovny Parlamentu České republiky dne 9. října 2007. Znak: V modrém štítě nad sníženým stříbrným vlnitým břevnem stříbrný vykračující kohout s červenou zbrojí a ocasními pery střídavě stříbrnými a černými. Vlajka: List tvoří tři vodorovné pruhy, modrý, bílý a modrý, v poměru 6 : 1 : 1. V žerďové polovině horního modrého pruhu bílý vykračující kohout s červenou zbrojí a ocasními pery střídavě bílými a černými. Poměr šířky k délce listu je 2 : 3.

## Hospodářství a doprava

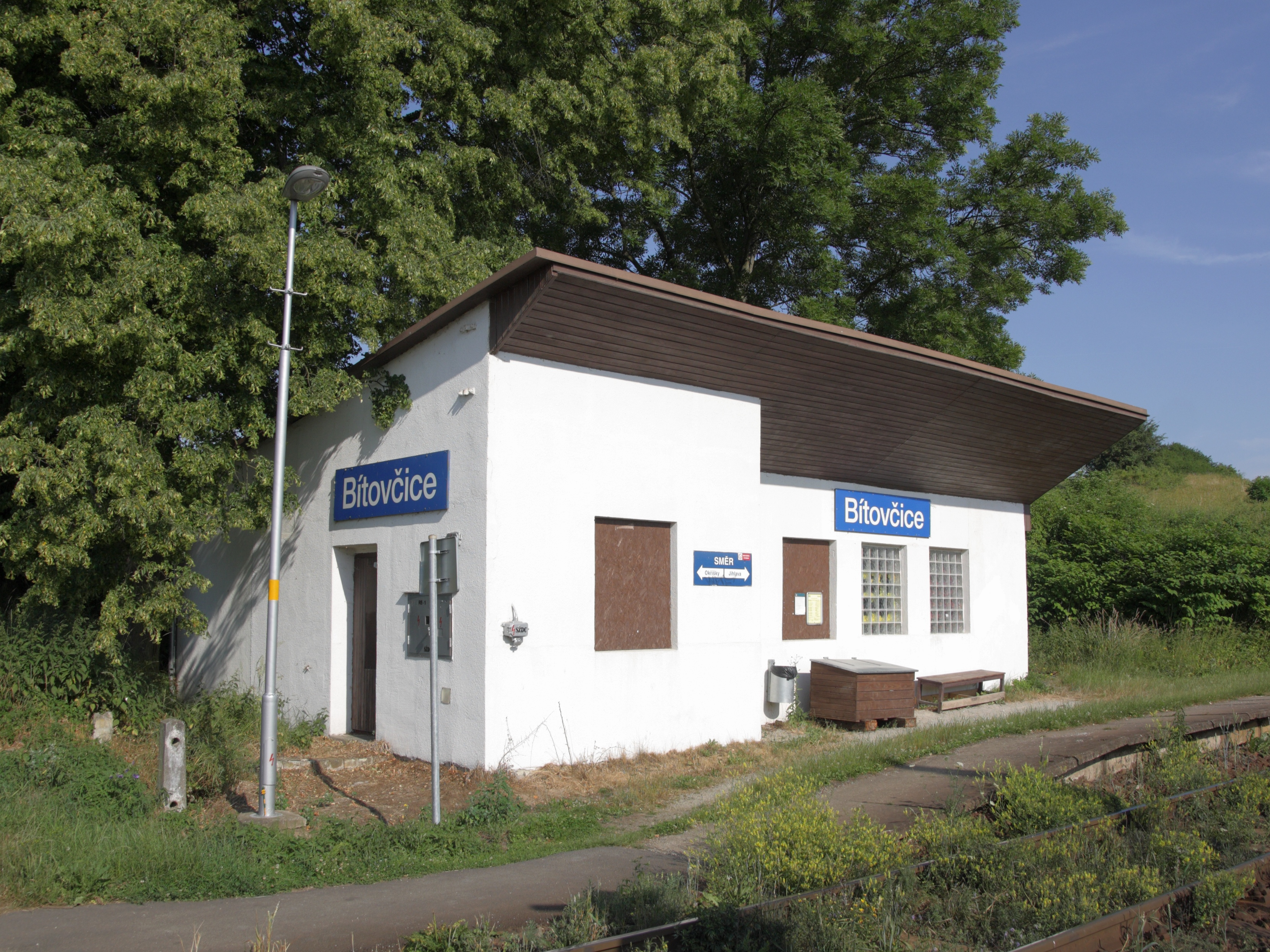
železniční zastávka Bítovčice

V obci sídlí firmy LUKA, a.s., obchod LAPEK a truhlářství. Obcí prochází silnice III. třídy č. 3516 z Luk nad Jihlavou do Kamenice a železniční trať č. 240 Brno-Jihlava. Dopravní obslužnost zajišťují dopravci ICOM transport a České dráhy. Autobusy jezdí ve směrech Jihlava, Luka nad Jihlavou, Brno, Kamenice, Měřín a Velké Meziříčí. Obcí prochází cyklostezka Jihlava – Třebíč – Raabs a červeně značená turistická trasa z Luk nad Jihlavou do Přímělkova.

## Školství, kultura a sport
Místní děti dojíždějí do základní školy v Lukách nad Jihlavou. Nachází se zde kulturní dům, fotbalové hřiště a univerzální hřiště s umělým povrchem. FC Bítovčice byl založen v roce 1975. Fotbalový tým A hraje v sezoně 2014/2015 Okresní přebor a mužstvo B IV. třídu mužů, skupina A okresu Jihlava. Sbor dobrovolných hasičů Bítovčice vznikl roku 1931 a sídlí v hasičské zbrojnici u kaple.

## Pamětihodnosti
- Pseudoslohová[6] kaple svatého Víta se nachází na návsi v Horních Bítovčicích. Iniciativy se ujali manželé Trnkovi, kteří dostali ze střížkovského kostela sošku Panny Marie. K nich se připojilo i střížkovské růžencové bratrstvo, které založilo fond, ze kterého se stavba financovala. Stavba byla dokončena v roce 1915.[7]
- Řada dominantních křížů stojí v obou částech vsi.
- Malý barvotiskový obrázek Svaté Rodiny se nachází na skalním výchozu vpravo silnice do Luk nad Jihlavou.[6]